# Masahiko Mifune
Masahiko Mifune (en japonès: 三船 雅彦, prefectura de Kyoto, 8 de gener de 1969) va ser un ciclista japonès, professional del 1995 al 2006. Va combinar la carretera amb el ciclocròs.

## Palmarès en ruta
- 2004
  - Vencedor d'una etapa al Tour del Mar de la Xina Meridional
- 2007
  - Vencedor d'una etapa al Tour de Tailàndia

## Palmarès en ciclocròs
- 2001
  -  Campió dels Japó en ciclocròs